# Pyropteron (Synansphecia) cirgisum
Pyropteron (Synansphecia) cirgisum is een vlinder uit de familie wespvlinders (Sesiidae), onderfamilie Sesiinae.
Pyropteron (Synansphecia) cirgisum is voor het eerst wetenschappelijk beschreven door Bartel in 1912. De soort komt voor in het Palearctisch gebied.